# زیگیسموند فرایر
زیگیسموند فرایر (آلمانی: Sigismund Freyer; ۲۲ ژانویهٔ ۱۸۸۱ – ۱۹۴۴) سوارکار پرش اهل آلمان بود.